# Schwarzvanga
Der Schwarzvanga (Oriolia bernieri) ist ein Sperlingsvogel in der Familie der Vangawürger (Vangidae).
Das Artepitheton bezieht sich auf Chevalier J. A. Bernier.

## Merkmale
Der Schwarzvanga ist ein 23 cm großer und 52–59 g schwerer Vangawürger mit grau-weißer Iris und kräftigem, blassen Schnabel. Das Männchen ist dunkel bläulich-schwarz, das Weibchen durchgehend braun mit schwarzer Querstreifung. Die Beine sind dunkelgrau.

## Verhalten
Schwarzvangas treten meistens in gemischten Schwärmen „Mixed Flocks“ zusammen mit anderen großen Vangas auf.
Die Nahrung besteht aus Insekten, Spinnen, Käfern und kleinen Wirbeltieren wie Geckos die an toten Astlöchern, unter der Rinde und dem Moos auf Ästen ausgegraben werden.
Schwarzvangas brüten zwischen September und Dezember.

## Verbreitung und Lebensraum
Der Schwarzvanga gehört zur monotypischen Gattung Oriolia und ist in Madagaskar endemisch.
Er ist im tropischen Regenwald bis etwa 1000 m im Nordosten des Landes heimisch.

## Gefährdungssituation
Der Bestand gilt als gefährdet (Vulnerable), jetzt als stark gefährdet (Endangered).
endangered